# Семёнов-Тян-Шанский, Валерий Петрович
Вале́рий Петро́вич Семёнов-Тян-Ша́нский (17 [29] декабря 1871, Санкт-Петербург, Российская империя — 8 мая 1968, Хельсинки, Финляндия) — российский и финляндский искусствовед, художник, общественный и государственный деятель. Действительный статский советник и камергер Высочайшего Двора.

## Биография
Родился 17 (29) декабря 1871 года в Санкт-Петербурге во втором браке известного русского географа и путешественника Петра Петровича Семёнова-Тян-Шанского с Елизаветой Андреевной Заблоцкой-Десятовской.
В 1891 году окончил 8-ю классическую гимназию в Санкт-Петербурге, а в 1895 году — юридический факультет Императорского Санкт-Петербургского университета. После окончания университета служил в министерстве юстиции, затем — во втором департаменте Правительствующего Сената, к ведению которого относилось население сельской России, где получил должность товарища (заместителя) обер-прокурора.
Во время Русско-японской войны 1904—1905 годов — член Комитета по делам семей военных чинов, призванных из запаса. В 1909 году получил чин камергера. Был членом Русского Географического Общества, участник разработки проекта закона об охране памятников природы. Во время Первой мировой войны 1914—1917 годов — член Комитета по оказанию временной помощи пострадавшим от военных бедствий под председательством великой княжны Татьяны Николаевны.
В 1917 году — представитель министерства юстиции при Главном земельном комитете при Временном правительстве. В 1918 году, после Октябрьской реколюции переехал вместе с семьёй в Финляндию.
В эмиграции работал в качестве искусствоведа и художника — его акварели под псевдонимом Valère Tian выставлялись в 1930-е годы на выставках Общества русских художников в Финляндии.
Скончался в 8 мая 1968 года в Хельсинки, похоронен на православном кладбище Лапинлахти.

## Награды
Был награждён многочисленными российскими и зарубежными орденами и медалями:
- Орден Святого Владимира 3-й степени
- Орден Святого Станислава 1-й степени
- Орден Святой Анны 1-й степени
- Знак Красного креста
- Знак «В память 200-летия Правительствующего Сената»
- Медаль «В память 300-летия царствования дома Романовых»
- Медаль «В память 100-летия Отечественной войны 1812 года»
- Офицер Ордена Почётного легиона (Франция)
- Орден Золотой звезды 3-й степени (Бухарский эмират)